# Лознянское сельское поселение
Лозня́нское се́льское поселе́ние — муниципальное образование в Ровеньском районе Белгородской области.
Административный центр — село Лозная.

## История
Весна 1933-го. Голод. Уполномоченный ОГПУ по Ровеньскому району Репалов сообщает райкому партии и райисполкому:
«По одному Лознянскому сельсовету за время весны умерло 157 человек. В связи с этим зафиксированы случаи съедания людей».
Лознянское сельское поселение образовано 20 декабря 2004 года в соответствии с Законом Белгородской области № 159.

## Население
| 2010 | 2011 | 2012 | 2013 | 2014 | 2015 | 2016 | 2017 | 2018 |
| ---- | ---- | ---- | ---- | ---- | ---- | ---- | ---- | ---- |
| 948  | ↘944 | ↘943 | ↘924 | ↘897 | ↗902 | ↗904 | ↗923 | ↗933 |
| 2019 | 2020 | 2021 |      |      |      |      |      |      |
| ↘919 | ↘898 | ↘822 |      |      |      |      |      |      |

## Состав сельского поселения
| № | Населённый пункт | Тип населённого пункта       | Население |
| - | ---------------- | ---------------------------- | --------- |
| 1 | Лозная           | село, административный центр | ↘822      |

## Известные уроженцы
- Супрунов, Митрофан Фёдорович (1903—1983) — советский военачальник, генерал-майор, участник Советско-финской и Великой Отечественной войны, командир 385-й стрелковой Кричевской Краснознамённой ордена Суворова второй степени дивизии.